# Condensador de arranque

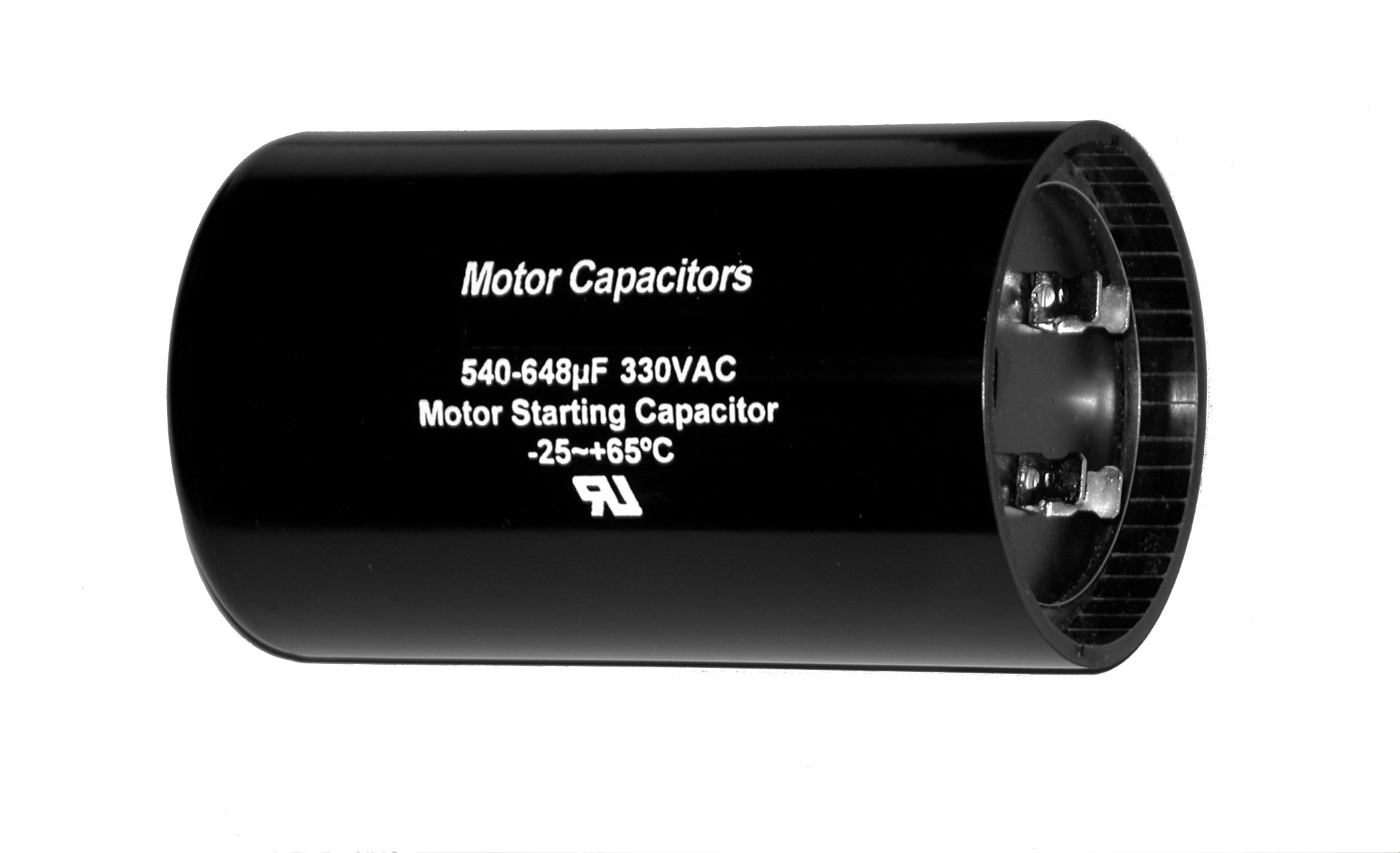
Un condensador de arranque típico, puede ser distinguido por su forma y su color negro

Un condensador de arranque o condensador de inicio es un condensador eléctrico que altera la corriente en uno o más devanados de un motor de inducción de CA monofásica creando un campo magnético giratorio. Los dos tipos más comunes son el condensador de arranque y el condensador de doble carrera. La unidad de capacitancia de estos condensadores el microfaradio (µF o uF). Los condensadores viejos pueden estar etiquetados con los términos obsoletos "mfd" o "MFD", que también significan microfarad.
El condensador de arranque se utiliza, por ejemplo, en acondicionadores de aire, bañeras de hidromasaje/jacuzzi, bombas de balneario, puertas automáticas, grandes ventiladores u hornos de calor de aire forzado. Un condensador de doble carrera se utiliza en algunas unidades de acondicionamiento de aire, para impulsar tanto los motores de los ventiladores como los de los compresores.

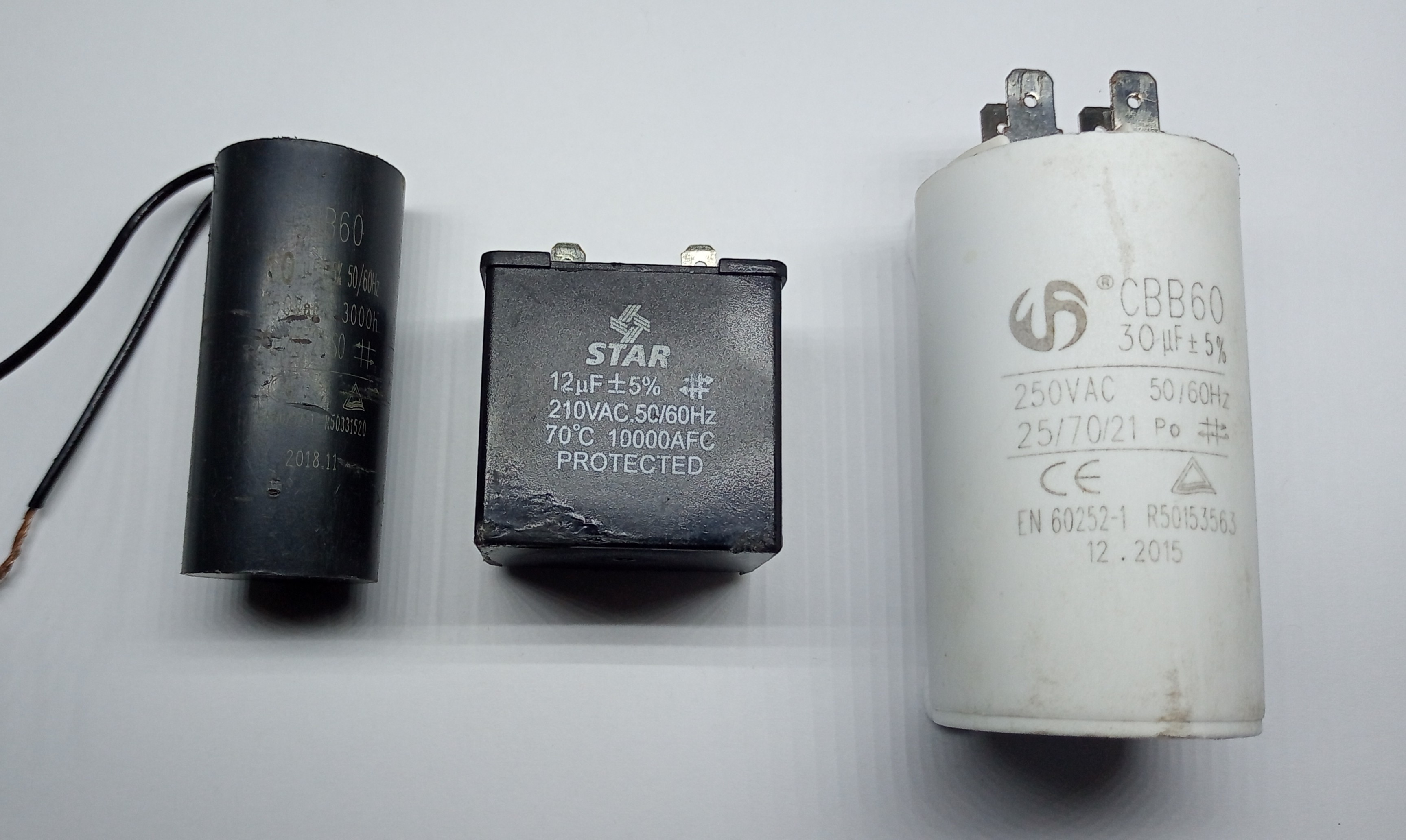
Condensadores de arranque de diferentes tamaños

## Función
Los capacitores o condensadores de arranque cumplen la función de incrementar el par motor inicial, y permiten que el motor sea encendido y apagado rápidamente de tal forma que al circular una corriente en el devanado primario, creará un campo magnético giratorio el cual induce un voltaje en el devanado secundario. Al estar en circuito cerrado, circulará una corriente en el devanado secundario. Esto creará un campo magnético que seguirá el movimiento del mismo.
Un capacitor de arranque permanece activo en el circuito por un periodo de tiempo suficiente como para que el motor alcance una velocidad determinada, usualmente un 75 % de su velocidad nominal, y luego es desconectado del circuito a través de un "interruptor centrífugo", o un relé, que se abre a esa velocidad.
El motor no funcionará adecuadamente si el "interruptor centrífugo" está averiado. Si este se encuentra siempre abierto, el capacitor no formará parte del circuito y por ende no permitirá un arranque adecuado. Si se encuentra siempre cerrado, el capacitor estará siempre activo y lo más probable es que termine quemándose. Si el motor no arranca, es más probable que la causa sea el capacitor a que sea el interruptor.

## Condensadores de marcha
Algunos motores de inducción de una fase, requieren de un condensador de marcha para energizar el devanado auxiliar, para crear un campo magnético rotativo mientras el motor está funcionando. Estos condensadores están diseñados para un ciclo de uso continuo, a diferencia de los de arranque, y por esta misma razón se evita el uso del condensador electrolítico, y se usan en cambio condensadores poliméricos de pérdidas bajas.